# 松任海浜温泉
松任海浜温泉（まっとうかいひんおんせん）は、石川県白山市にある温泉である。

## 温泉諸元
出典→
- 源泉の数 - 1
- 泉質 - 塩化物泉（ナトリウム-塩化物泉）
- pH値 - 7.4弱酸性
- 泉度 - 55度
- 温泉の色 - 薄い褐色
- 温泉の匂い - 無臭
- 源泉の飲泉 - 可能

## 概要
北陸自動車道徳光パーキングエリアから徒歩すぐの場所に『松任海浜温泉 おつかりさま』があり、高速道路を降りずに利用することが出来る（一般道路からも利用可能）。周辺の海浜公園の総称からCCZ『CCZ温泉』とも呼ばれている。
雄大な日本海を一望できる大浴場や、露天岩風呂とサウナも完備されている。
入浴後の設備としてリラックスルームやお食事処も用意されている。